# Woiwodschaft Serbien und Temeser Banat
Die Woiwodschaft Serbien und Temeser Banat, auch Serbische Woiwodschaft und Temeser Banat, war ein 1849 gegründetes Kronland des Kaisertums Österreich, das bis 1860 bestand.

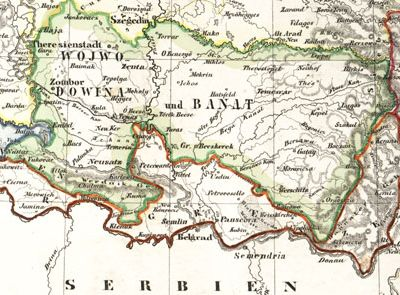
Das Kronland Woiwodschaft Serbien und Temeser Banat (südlich die Banater Militärgrenze)

## Serbische Wojwodina 1848/49

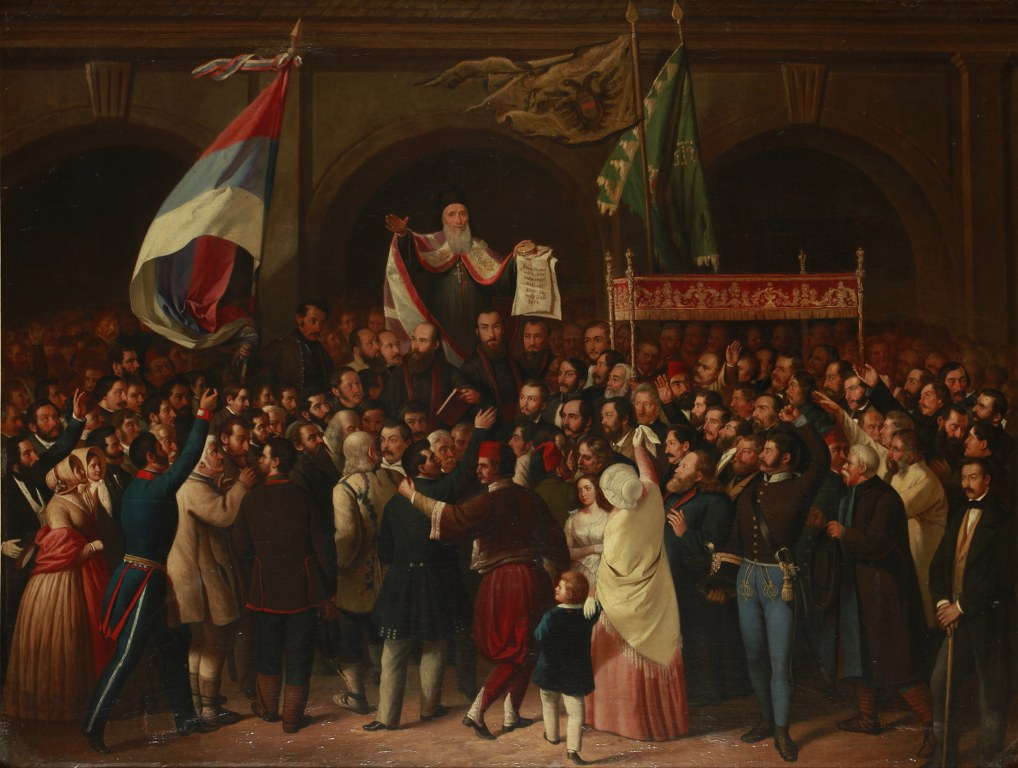
Historisierendes Gemälde der Proklamation 1848 von Pavle Simić (1818–1876)

Während der Revolution von 1848 verlangte die serbische Minderheit in Südungarn anfangs nur die Anerkennung ihrer Nationalität und Sprachenrechte. Die Forderung der ungarischen Revolution nach einem magyarischen Nationalstaat radikalisierte schließlich auch die serbische Nationalbewegung, weitgesteckte territoriale Ansprüche wurden gestellt. Hinzu kamen radikalisierende Einflüsse aus Kroatien und Belgrad. Auf einer serbischen Nationalversammlung in Novi Sad wurde Metropolit Josif Rajačić (1785–1861) am 13. Mai 1848 zum Woiwoden ausgerufen. Am 15. Mai 1848 proklamierte die Nationalversammlung in Karlowitz die serbische Nation als freies Volk unter der habsburgischen Stephanskrone und ein eigenes Kronland die Serbische Wojwodina (serbisch Srpska Vojvodina). Beansprucht wurden dafür die Gebiete von Syrmien, Baranya, die Batschka, das Banat und der Bezirk Kikinda.
In gleichberechtigter Assoziation mit dem Dreieinigen Königreich Dalmatien, Kroatien und Slawonien sollte die Woiwodschaft eigenständig sein. Eine Anerkennung durch Wien oder Ungarn fand aber nicht statt. Die revolutionäre ungarische Armee griff hingegen am 12. Juni 1848 Karlowitz an. Bis August 1849 war das Land dann Kriegsgebiet im Rahmen des Ungarnaufstandes.
Die geschwächte Zentralmacht gestand in einem kaiserlichen Patent am 15. Dezember 1848 wesentliche serbische Forderungen grundsätzlich zu: Das Patriarchat und die Woiwodenwürde der serbischen Nation wurden wiederhergestellt, der Patriarch und der Woiwode bestätigt. Die Serben des Gebiets wurden aber nicht als Nation anerkannt, auch ein konkretes Territorium wurde nicht definiert. Nach der Oktroyierten Märzverfassung wurden die neu entstandenen serbischen Institutionen aber schrittweise wieder aufgelöst, Rajačić im Juni 1849 abgesetzt und im Juli nach Wien gerufen.

## Errichtung des Kronlandes

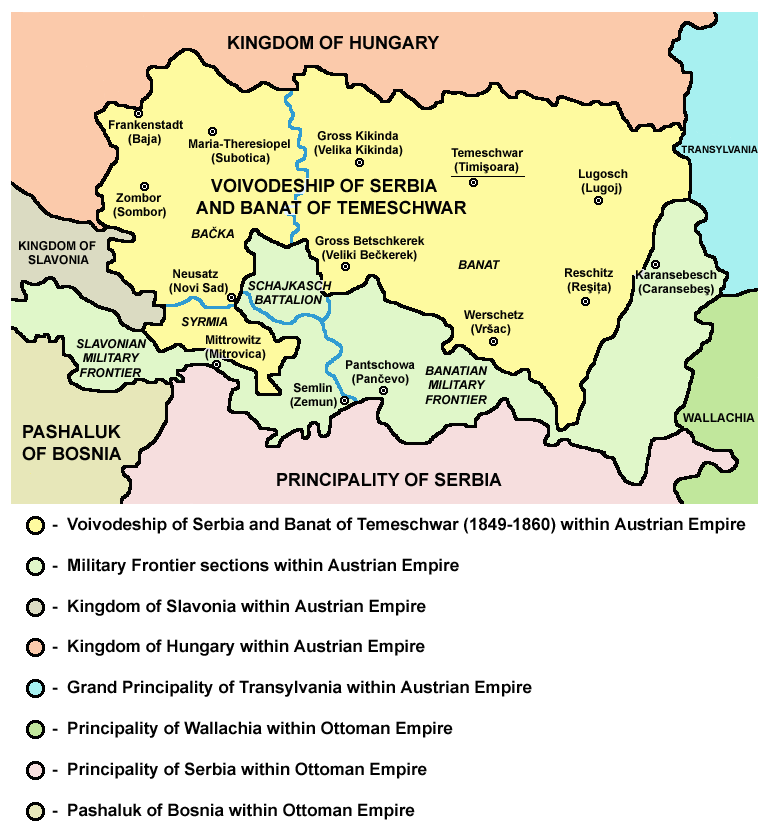
Karte der Woiwodschaft Serbien und Temeser Banat

Dennoch setzte Wien weiterhin auf Unterstützung der serbischen Kräfte gegen den andauernden ungarischen Antagonismus. Daher wurde die Woiwodschaft Serbien und Temeser Banat am 18. November 1849 durch Abtrennung von ungarischen Gebieten sowie der Slawonischen und der Banater Militärgrenze gebildet.
In dem kaiserlichen Patent heißt es:

„Aus dem, die bisherigen Comitate Bacs-Bodrog, Torontal, Temes und Krasso und den Rumaer und Illoker Bezirk des Syrmier Comitates umfassenden Territorium wird vorläufig, in so lange nicht über die künftige organische Stellung dieses Landestheiles in unserem Reiche, oder über dessen Vereinigung mit einem anderen Kronlande in verfassungsmässigem Wege definitiv entschieden sein wird, ein eigenes Verwaltungsgebiet gebildet, dessen Administration unabhängig von jener Ungarns, durch unmittelbar unserem Ministerium unterstehende Landesbehörden zu leiten ist. Dieses Gebiet hat die Benennung „Woiwodschaft Serbien und Temeser Banat“ zu führen.“

Damit wurde das Gebiet der ungarischen Oberhoheit entzogen und direkt der Zentralregierung in Wien unterstellt. Statthalter mit Sitz in Temeswar waren:
1. Ferdinand von Mayerhofer (1849–1851)
2. Johann Baptist Coronini-Cronberg (1851–1859)
3. Joseph von Sokcsevits (1859–1860)
4. Karl von Bigot de Saint-Quentin (1860)

Kaiser Franz Joseph I. trug auch nach der späteren Auflösung des Kronlandes den Titel Großwoiwode der Woiwodschaft Serbien. Offizielle Amtssprachen waren Deutsch und das als Illyrisch bezeichnete spätere Serbokroatisch.
Unter den etwa 1,5 Millionen Einwohnern des Landes waren um das Jahr 1860 etwa 422.000 Rumänen, 385.000 Serben, 368.000 Deutsche, vor allem Donauschwaben und 268.000 Magyaren, außerdem Roma und Juden. Nach anderen Angaben waren 1860 die Serben mit 432.523 Personen in der relativen Mehrheit gegenüber 414.490 Rumänen, 396.156 Deutschen und 256.164 Ungarn.

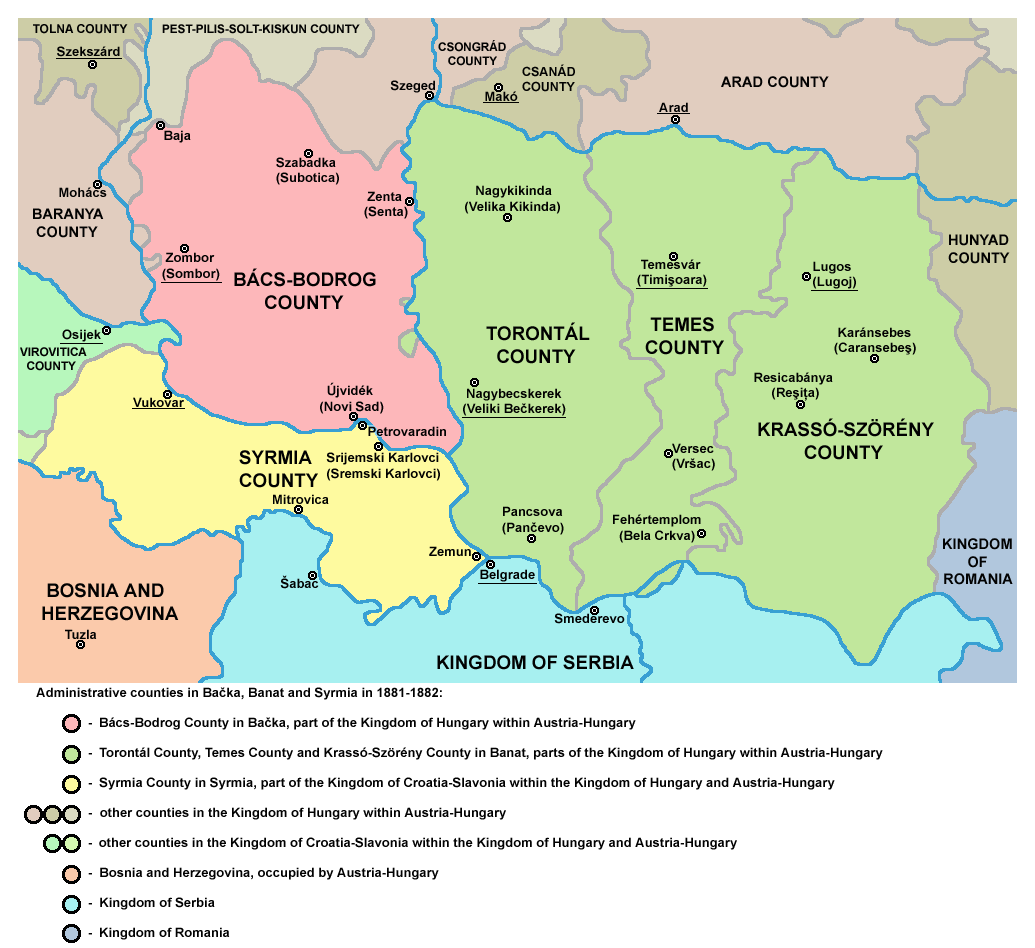
Karte mit den aus der Woiwodschaft Serbien und Temeser Banat entstandenen ungarischen und kroatischen Komitaten nach 1881

Anfangs noch mit Unterstützung aus Wien, waren die serbischen Autonomiebestrebungen nicht nur ungarischem Widerstand, sondern auch dem der Rumänen und Donauschwaben ausgesetzt. Nachdem die Revolution von 1848/49 hier mehr als irgendwo sonst im Habsburgerreich von ethnischen Konflikten geprägt war, stellte die offizielle Errichtung der Woiwodschaft eine bedeutende Ausnahme in der staatlichen Politik der territorialen Kontinuität dar. Der kommende erste Statthalter Ferdinand Mayerhofer erhoffte sich ein harmonisierendes „Österreich im Kleinen“.
Aber der Neoabsolutismus der 1850er-Jahre erstickte schnell die Nationalbewegungen der einzelnen Nationalitäten. Das Kronland war als „Vorläufiges Verwaltungsgebiet“ proklamiert worden, eine ausdrückliche Erklärung als selbständiges Kronland erfolgte vorerst nicht. Es fehlte die Definition des endgültigen staatsrechtlichen Status’, was die Etablierung einer funktionstüchtigen Verwaltung verhinderte. Die Nicht-Selbstverständlichkeit des Geschaffenen zeigte sich darin, dass die 1849 im kaiserlichen Patent eingeführte offizielle Bezeichnung des Landes anfangs kaum und später so gut wie gar nicht mehr verwendet wurde: Statt Woiwodschaft Serbien und Temeser Banat war meist von der Serbischen Woiwodschaft und Temeser Banat die Rede.
Nach der Niederlage im Sardinischen Krieg wurde als Konzession an Ungarn das Kronland mit Beschluss vom 27. Dezember 1860 aufgelöst und mit Jahresanfang 1861 wieder in das Königreich Ungarn sowie in Kroatien-Slawonien integriert.